# Победа (София)
Вижте пояснителната страница за други значения на Победа.
„Победа“ е футболен клуб от град София, съществувал в периода 1925 – 1945.
Основан е през 1925 г. в кв. Булина ливада, днес Красна поляна. Това не е най-старият клуб от този район. Преди него там са функционирали махленските „Огнянов“ (1922) и „Герой“, които по-късно стават негови секции. Клубът няма връзка с предходния софийски клуб Победа (кв. Вл. Заимов, 1920 – 1923) и селския клуб Победа (Орландовци, 1925 – 1944), както и с обединилия се през 1934 г. с Устрем отбор на Победа Разсадника. Обхващал е района на днешните квартали Разсадника, Красна поляна и Западен парк.
Дълго време след създаването си Победа функционира само като квартален отбор. През 1935 година се договаря с Борислав (Красно село) и се присъединява като негова секция. Една година по-късно обаче се отделя и кандидатства за включване в софийското първенство, където е приет в Трета дивизия. Игрището на Победа е било разположено между днешните улици Ал. Туранджа, Хр. Благоев, Св. Тома и бул. Вардар. То не е разполагало с трибуни, било е с капацитет за около 4000 зрители. Използвал е и игрище Национал, което се е намирало на мястото на днешната АГ болница Св. София. Цветовете на отбора са отначало бяло и зелено, след това синьо и бяло вертикално райе, а накрая червено и бяло.
Победа развива съвместна социална дейност в своя район с читалище „Св. св. Кирил и Методий“. Бил е популярен най-вече с добрата си юношеска школа. След 1940 г. са най-силните му изяви в шампионата. Най-доброто му постижение в първенствата е трето място във Втора софийска дивизия през 1943/44 г. През март 1945 г., заедно с други 3 клуба се влива в Септември (София) и прекратява съществуването си. Игрището на Победа по-късно е използвано за тренировъчни цели от с.к. Септември, а за „септемврийци“ се състезава вратарят Стефан Геренски.